# Mühlhausen (Eberhardzell)
Mühlhausen ist ein Ortsteil von Eberhardzell, einer Gemeinde im Landkreis Biberach in Oberschwaben, Baden-Württemberg. Am 1. Januar 2023 hatte Mühlhausen 659 Einwohner.

## Lage und Verkehrsanbindung
Mühlhausen liegt südlich des Kernortes Eberhardzell an der B 465. Am westlichen Ortsrand fließt die Umlach.
Mühlhausen ist direkt an das Freizeitnetz des Radnetz Baden-Württemberg angebunden. Westlich des Ortes befindet sich eine Fahrradunterführung der Bundesstraße 465. Ein Radweg verbindet Mühlhausen mit Eberhardzell.

## Geschichte
Die erste urkundliche Erwähnung von Mühlhausen erfolgte im Jahr 715. Im Jahr 1331 kam der Ort zusammen mit Bad Waldsee unter die Herrschaft Österreichs. 1386 wurde Mühlhausen pfandweise an die Truchsessen von Waldburg übergeben. Ab 1469 war der Ort dem neu errichteten Gericht Haisterkirch unterstellt. 
In den Jahren 1793 und 1794 fand eine Vereinödung statt, in deren Zuge die heutigen Ortsteile Beckenbauren, Jörgen, Metzger, Peter, Schneiderbauer, Weiherhaus und Zeller entstanden. Im Jahr 1806 gelangte Mühlhausen unter württembergische Staatshoheit und gehörte zunächst zum Oberamt Waldsee, von 1806 bis 1809 zum Patrimonialamt Waldsee. 1938 wurde Mühlhausen dem Landkreis Biberach zugeordnet.

## Pfarrkirche St. Ottilia
Der Turm der katholischen Pfarrkirche St. Ottilia datiert in seinen unteren Teilen bis unter die Glockenstube ins frühe 13. Jahrhundert. Das Schiff und der Chor wurden 1609 erbaut und 1721 verlängert. Die Kirche ist als Kulturdenkmal (§ 28) geschützt.
Im Jahr 1493 wurde unter Truchsess Johannes dem Jüngeren von Waldburg eine Kaplanei errichtet. Bis zum 19. November 1721 war St. Ottilia eine Filiale der Pfarrkirche in Haisterkirch des Prämonstratenserklosters Rot. An diesem Datum wurde sie zur eigenständigen Pfarrei erhoben.
Die Kirche ist eine sogenannte Ortsrand-Kirche, deren Lage am Ortsrand statt im Ortskern eine Besonderheit darstellt.